# Método con resonador de microondas
El método con resonador de microondas es un método que mide la humedad y/o la masa o la densidad de un producto y que trabaja con campos electromagnéticos. Es adecuado para aplicaciones de laboratorio o de procesos. Como sensores se emplean o bien resonadores de cavidad o bien resonadores de campo disperso. La resonancia que se usa para medir en cada caso se caracteriza por dos parámetros: la frecuencia de resonancia y el ancho a media altura (FWHM) de la curva de resonancia. Si se coloca dentro del resonador un objeto a medir o bien se lo pone en contacto con el resonador (para el caso de los resonadores de campo disperso), la frecuencia de resonancia disminuye al tiempo que aumenta el ancho a media altura (FWHM) de la curva de resonancia. En cada medición se mide la variación de ambos parámetros de resonancia cuando se hace trabajar el resonador con el objeto a medir. La variación de ambos parámetros medidos depende de igual forma de la masa del objeto a medir, sin embargo, la dependencia que tiene de la humedad del objeto es distinta para cada caso. El cociente de ambas magnitudes de medición es, por ello, sólo función de la humedad del objeto a medir. Este cociente es, por lo tanto, un valor apropiado para medir humedad independizándose de la densidad y de la masa. 
Como las variaciones de ambos parámetros de resonancia (frecuencia de resonancia y ancho a media altura) dependen de la masa del objeto a medir que se encuentra en el campo de medición, resulta posible medir la densidad por medio de uno de los dos parámetros para el caso de objetos que en todo el rango del campo de medición se comportan de forma homogénea en cuanto a su densidad. Las humedades fluctuantes de un producto pueden compensarse con el otro parámetro de resonancia. De esta forma, la medición de densidad resulta ser independiente de la humedad.
Luego, puede medirse la masa de objetos siempre que éstos se mantengan durante la medición dentro de un rango de campo eléctrico homogéneo. Tal campo homogéneo de medición sólo puede generarse en un espacio limitado. Es posible medir la masa de productos farmacéuticos tales como cápsulas o comprimidos. Las humedades fluctuantes de un producto pueden compensarse con el otro parámetro de resonancia. De esta forma, la medición de masa resulta ser independiente de la humedad.